# Acacia simulans
Acacia simulans é uma espécie de leguminosa do gênero Acacia, pertencente à família Fabaceae.